# サム・マタヴェシ
サムエル・シレリ・マタヴェシ（Samuel Sireli Matavesi、1992年1月13日 - ）は、トップ14リヨンOUに所属するラグビーユニオン選手。

## プロフィール
- イングランド・カンボーン出身。
- ポジションはフッカー(HO)、ナンバーエイト(No8)、フランカー(FL)。
- 身長 183cm、体重 102kg
- ニックネームはSam[1]。
- 兄のジョシュもラグビー選手[2](現・バース)。
- フィジー代表キャップは25（2024年10月現在）でラグビーワールドカップ2019・ラグビーワールドカップ2023のフィジー代表に選ばれた[3]。

## 略歴
プリマス、コーニッシュ・パスティ、トゥールーズを経て、2019年、ノーサンプトン・セインツに加入。
2024年、リヨンOUに加入。 